# جيمي نيلسون (لاعب كرة قدم أمريكية)
جيمي نيلسون (بالإنجليزية: Jimmy Nelson)‏ هو لاعب كرة قدم أمريكية أمريكي، ولد في 26 يوليو 1919 في لايف أوك في الولايات المتحدة، وتوفي في 24 ديسمبر 1986 في إنسينيتاس في الولايات المتحدة.

## وصلات خارجية
- جيمي نيلسون على موقع مرجع كرة القدم المحترفة.كوم (الإنجليزية)